# Eva Hummers
Eva Hummers (geboren am 10. September 1965 in Köln) ist eine deutsche Allgemeinmedizinerin. Sie ist Direktorin des Instituts für Allgemeinmedizin der Universitätsmedizin Göttingen und seit 2011 Mitglied der Ständigen Impfkommission des Robert Koch-Instituts.

## Leben
Hummers studierte von 1985 bis 1992 Medizin an der Universität Köln und an den Universitäten Clermont-Ferrand und Poitiers in Frankreich. 1993 promovierte sie an der Universität Köln mit einer Dissertation zum Thema „Untersuchungen zum zeitlichen Verlauf der Muskelreinnervation nach Durchtrennung des Nervus peroneus profundus der Maus“. Von 1993 bis 1994 arbeitete sie als Ärztin im Praktikum und als Assistenzärztin am Universitätsklinikum von Poitiers. Ihre Weiterbildung zur Fachärztin für Allgemeinmedizin absolvierte sie von 1995 bis 1999 in Deutschland und Frankreich in den Bereichen hausärztliche Praxis, Chirurgie und HNO. Von 1996 bis 2005 war sie an der Universitätsmedizin Göttingen als wissenschaftliche Assistentin in der Abteilung Allgemeinmedizin tätig. Dort wurde sie 2004 mit einer Habilitationsschrift zum Thema „Qualitätsbeurteilung hausärztlicher Pharmakotherapie für Patienten mit Asthma bronchiale und Atemwegsinfekten“ habilitiert und zur Privatdozentin ernannt.
Als Professorin leitete Hummers von 2005 bis 2012 das Institut für Allgemeinmedizin der Medizinischen Hochschule Hannover. Von 2006 bis 2007 hatte sie außerdem eine Gastprofessur für Allgemeinmedizin am Département de Médecine Générale der Universität Brest in Frankreich inne. Seit 2012 ist sie Direktorin des Instituts für Allgemeinmedizin der Universitätsmedizin Göttingen.
Zu Hummers Arbeitsschwerpunkten gehören Klinische Studien in der Allgemeinmedizin, Versorgungsforschung auf Grundlage hausärztlicher Routinedaten, Gesundheit im Alter, Interprofessionelle Zusammenarbeit, Leitlinienentwicklung und Implementierung, Atemwegs- und Harnwegserkrankungen in der Allgemeinmedizin sowie Qualitätssicherung und -beurteilung hausärztlicher Pharmakotherapie.
Breitere Bekanntheit erlangte Hummers während der Covid-19-Pandemie, da sie als Mitglied der Ständigen Impfkommission immer wieder in den Medien in Erscheinung trat.

### Mitgliedschaften in Gremien und Organisationen
- 2001–2010 Sprecherin der Sektion Forschung im Präsidium der Deutschen Gesellschaft für Allgemeinmedizin und Familienmedizin, DEGAM
- 2007–2010 Mitglied im Präsidium der Europäischen Fachgesellschaft für Allgemeinmedizin, WONCA Europe
- 2010–2013 Präsidentin des European General Practice Research Network, EGPRN
- Seit 2011 Mitglied der Ständigen Impfkommission am Robert Koch-Institut, STIKO
- Seit 2012 Fachkollegiatin der Deutschen Forschungsgemeinschaft (DFG) (Public Health, Medizinische Versorgungsforschung, Sozialmedizin), Stellvertretende Sprecherin der Sektion IV (Genetische, metabolische und regulatorische Basis von Krankheiten und Public Health)
- Seit 2013 Sprecherin, seit 2016 stellvertr. Sprecherin des Panels Klinische Studien der DFG
- Seit 2013 Stellvertretende Vorsitzende des Ombudsgremiums der Universitätsmedizin Göttingen
- Seit 2016 Vizepräsidentin der DEGAM

## Publikationen (Auswahl)
- E. Hummers-Pradier, M. Beyer, P. Chevallier, S. Eilat-Tsanani, C. Lionis, L. Peremans, D. Petek, I. Rurik, J. K. Soler, H. Stoffers, P. Topsever, M. Ungan, P. van Royen: Research Agenda for General Practice/Family Medicine and Primary Health Care in Europe. European General Practice Research Network, EGPRN, Maastricht 2009.
- E. Hummers-Pradier, C. Scheidt-Nave, H. Martin, S. Heinemann, M. M. Kochen, W. Himmel: Simply no time? Barriers to GPs' participation in primary health care research. In: Fam. Pract. Band 25, 2008, S. 105–112.
- J. Bleidorn, I. Gagyor, M. M. Kochen, K. Wegscheider, E. Hummers-Pradier: Symptomatic treatment (ibuprofen) or antibiotics (ciprofloxacin) for uncomplicated urinary tract infection? – Results of a randomized controlled pilot trial. In: BMC Medicine. Band 8, 2010, S. 30.
- I. Gàgyor, J. Bleidorn, K. Wegscheider, E. Hummers-Pradier, M. M. Kochen: Practices, patients and (im)perfect data – feasibility of a randomised controlled clinical drug trial in German general practices. In: Trials. Band 12, 2011, S. 91.
- E. Hummers-Pradier, J. Bleidorn, G. Schmiemann, S. Joos, A. Becker, A. Altiner, J. F. Chenot, M. Scherer: General practice-based clinical trials in Germany – a problem analysis. In: Trials. Band 13, 2012, S. 205.
- J. Hauswaldt, E. Hummers-Pradier, U. Junius-Walker: Health service use among patients with chronic or multiple illnesses, and frequent attenders: secondary analysis of routine primary care data from 1996 to 2006. In: Dtsch Arztebl Int. Band 109, Nr. 47, 2012, S. 814–20.
- Abschlussbericht Benzodiazepine „... da gab es so wunderbare Schlaftabletten“ –Verordnungen von Benzodiazepinen und Z-Substanzen an der Schnittstelle von Krankenhaus und Hausarzt[8]